# Father of the Year
Pour plus de détails, voir Fiche technique et Distribution.
Father of the Year est un film américain réalisé par Tyler Spindel, sorti en 2018.

## Fiche technique
- Titre : Father of the Year
- Réalisation : Tyler Spindel
- Scénario : Brandon Cournoyer et Tyler Spindel
- Musique : Elmo Weber
- Photographie : Brad Shield
- Montage : Jason Gourson et J.J. Titone
- Production : Allen Covert et Leo Parada
- Société de production : Happy Madison Productions et 424 Post
- Société de distribution : Netflix
- Pays :  États-Unis
- Genre : Comédie
- Durée : 94 minutes
- Dates de sortie : 20 juillet 2018

## Distribution
- David Spade (VF : Guillaume Lebon) : Wayne
- Nat Faxon (VF : Jean-François Cros) : Mardy
- Joey Bragg (VF : Thomas Sagols) : Ben
- Matt Shively (VF : Fabrice Trojani) : Larry
- Bridgit Mendler (VF : Florine Orphelin) : Meredith
- Jackie Sandler (VF : Élisa Bourreau) : Krystal
- Mary Gillis (VF : Marie-Martine) : Ruth
- Jared Sandler (VF : Gabriel Bismuth-Bienaimé) : Nathan
- Bill Kottkamp (VF : Martin Faliu) : PJ
- Kevin Nealon (VF : Thierry Kazazian) : Peter Francis
- Peyton Russ : Aiden
- Moses Storm (en) (VF : Adrien Larmande) : Trey
- Dean Winters (VF : Constantin Pappas) : Geoff
- Ashley Spillers (en) : Olivia

 Source et légende : version française (VF) sur RS Doublage

## Accueil
À sa sortie, le film a reçu des mauvaises critiques. Il obtient un score moyen de 32 % sur Metacritic.